# Масандрівські угоди
Масандрівські угоди — чотири міжнародні документи, укладені Україною та Російською Федерацією 3 вересня 1993 року за підсумками переговорів у передмісті Ялти Масандрі. Угоди стосувалися врегулювання проблем поділу Чорноморського флоту колишнього СРСР та утилізації ядерної зброї, що знаходилася на території України.

## Перелік угод
1. Протокол про врегулювання проблем Чорноморського флоту[1]
2. Основні принципи утилізації ядерних боєзарядів стратегічних ядерних сил, що дислоковані в Україні[2]
3. Угода між Урядом Російської Федерації та Урядом України про утилізацію ядерних боєзарядів[3]
4. Угода між Україною та Російською Федерацією про порядок здійснення гарантійного та авторського нагляду за експлуатацією стратегічних ракетних комплексів Стратегічних Сил, розташованих на їхніх територіях[4].

## Обставини укладення
3 січня 1992 року розпочалось формування Збройних Сил України. 20 січня Чорноморський флот повинен був скласти присягу на вірність народу України. Чорноморці були розгубленими: більшість була налаштована за Україну, але чекали команди «зверху», крім того командувач (Ігор Касатонов) також перебував у розгубленості і не міг ухвалити самостійного рішення. Керівництво у Києві взагалі не знало, що робити з флотом. На думку М. А. Савченка, Касатонов був готовий передати Україні все своє господарство, але його ніхто не хотів навіть прийняти і вислухати. Президент України Л. М. Кравчук, вочевидь, упереджено ставився до Касатонова, оскільки Президент Росії Б. М. Єльцин призначив його командувачем ЧФ у вересні 1991 без узгодження з українською владою.
Президенти обох держав зробили заяви, що весь флот належить саме їм. Головний штаб ВМС Росії зміг схилити на свою сторону більшість особового складу флоту та й самого Касатонова, і той віддав розпорядження не приймати присягу на вірність народу України, допоки керівництво держав не домовляться остаточно, кому належить ЧФ.
Після втрати контролю над флотом ситуація в Криму й Севастополі також стала слабко контрольованою. Газові борги позбавили Україну переваг у переговорах, які стали затяжними, гарячими та безрезультатними. Претензії Росії на Крим і ЧФ, крім того, об'єднали російських демократів і консервативну прокомуністичну опозицію проти України.
Російські діячі того часу (В. Лукін, Р. Хасбулатов, Б. Громов, С. Бабурін) прагнули використати статус Криму як предмет торгу на переговорах по флоту. Зокрема, віце-президент РФ О. Руцькой, перебуваючи з провокативним візитом до Криму, заявив:
|                                                            | Здоровий глузд диктує, щоб Крим став частиною Росії. Ті, хто підписав рішення 1954 року, були, мабуть, з похмілля або після сонячного удару. |
| — О.В. Руцькой, Независимая газета, 7 квітня 1992, стор. 1 | |

30 квітня 1992 року президенти під час зустрічі в Одесі підписали угоду, якою було введено мораторій на односторонні дії і передбачено створення робочих груп для підготовки російсько-українського договору щодо флоту. Але виконувати цю угоду було неможливо. 23 червня 1992 року президенти знову зустрілися в Дагомисі, щоб розглянути нерозв'язані проблеми. Незважаючи на підписану угоду, президенти не мали уявлення як вийти з глухого кута й прийти до рішення флотської проблеми. Затягування рішення викликало непримириму опозицію в обох країнах, у тому числі й опозицію з боку військових.
Компромісна Ялтинська угода, підписана Кравчуком і Єльцином 3 серпня 1992 року, закріпила, що Чорноморський флот підлягає розподілу між Сторонами з метою створення на його базі ВМС України та ВМФ Російської Федерації.
Ця угода потребувала конкретизації в подальших міждержавних домовленостях. Вона не вирішила проблеми, ба навіть не заморозила її. Посилювався тиск і провокації стосовно приналежності Криму та ЧФ зі сторони російських законодавців, громадсько-політичних діячів, опозиціонерів, військовиків, проросійських сепаратистів самого Криму. На такому тлі позиція Єльцина виглядала більш конструктивною і поміркованою.
Після Ялти була ще одна угода — Московська, від 17 червня 1993 року: сторони домовилися прискорити розподіл флоту за формулою «50/50».
У такій обстановці на 3 вересня 1993 року планувалися чергові переговори в Масандрі між українською та російською делегаціями. Ні військові, ні оглядачі не очікували від цієї зустрічі жодних проривів.

## Переговори та їхній результат

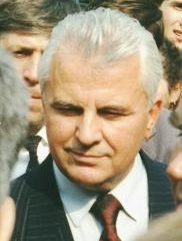
Кравчук

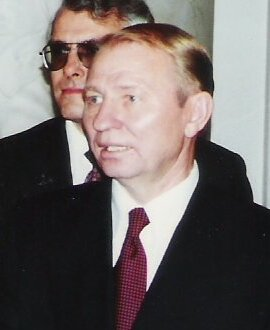
Кучма

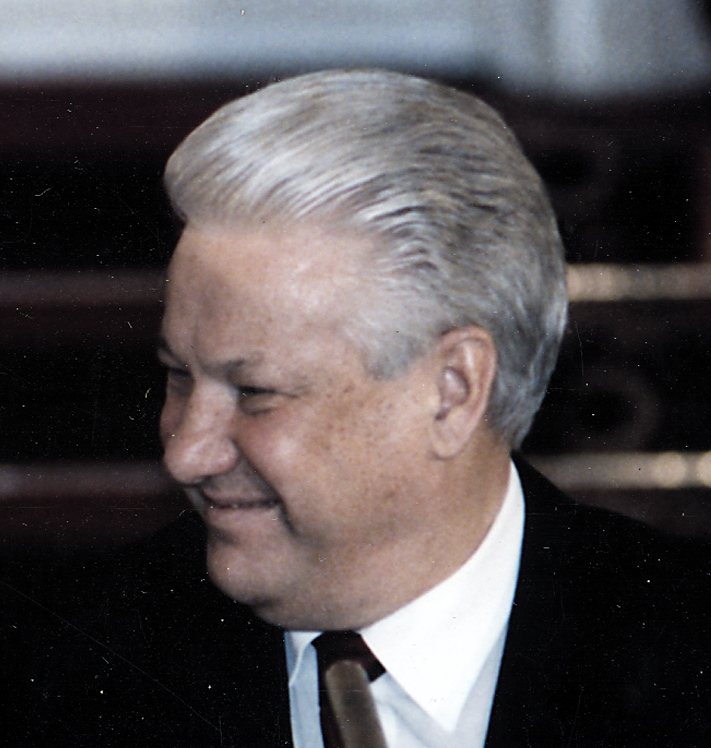
Єльцин

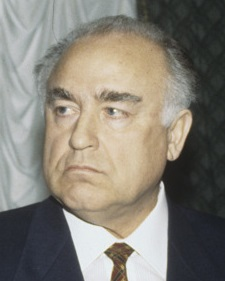
Черномирдін

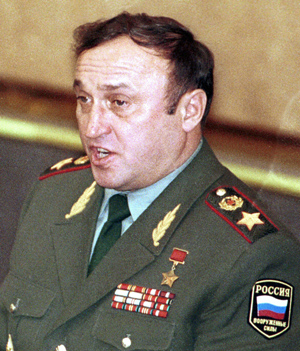
Грачов

Переговори розпочалися о 10:00 в Масандрівському палаці. Українську делегацію очолював Президент України Леонід Кравчук. До її складу входили Прем'єр-міністр Леонід Кучма, віце-прем'єр В. Шмаров, міністр оборони генерал-полковник К. Морозов, генерал-полковник І. Біжан, віце-адмірал М. Клітний, віце-адмірал Б. Кожин, віце-адмірал В. Безкоровайний, контр-адмірал В. Фомін та інші. Російську делегацію очолював Президент Росії Борис Єльцин. До її складу входили Прем'єр-міністр РФ Віктор Черномирдін, міністр оборони П. Грачов, командувач ВМФ Ф. Громов, командувач ЧФ адмірал Е. Балтін та інші.
Президенти поставили завдання своїм главам урядів й усамітнилися для бесіди віч-на-віч. Л. Кучма запропонував такий порядок розгляду питань: спочатку проблема створення об'єднаного командування ЧФ, згодом ядерне роззброєння, наприкінці — борги України за газ. В. Черномирдін жорстко наполіг спершу розглянути питання боргів за газ, а проблеми ЧФ — у кінці.
|                                         | Такий порядок розгляду питань для України виявився абсолютно неприйнятним, тому що переконливої позиції в українського керівництва щодо оплати боргів за газ просто не було, як і грошей. Тому все подальше виглядало як ультиматум — «розірвавши на шматки» українську сторону за газові борги, про які більшість делегації нічого не знала, у росіян «ніби випадково» виникає ідея розрахуватися за газові борги флотом. |
| — учасник переговорів В. Безкоровайний, | |

Під час розгляду флотського питання В. Шмаров виклав пропозицію про створення об'єднаного командування тимчасово неподіленого Чорноморського флоту. Після нього виступив К. Морозов, який зробив неочікувану заяву про те, що весь ЧФ має належати Україні повністю. Л. Кучма дав зрозуміти, що це лише особиста думка міністра оборони, яка не є офіційною позицією України.
Потім слово взяв П. Грачов, який пояснив, що все запропоноване українською стороною для МО Росії не підходить, що вони (Росія) командували і будуть командувати Чорноморським флотом, і для цього їм не потрібне ніяке об'єднане командування, а потрібно просто, щоб Україна передала Росії свою частину флоту за газові борги.
Після цього оголошено перерву.
За півтори години президенти держав виступили з заявами, з яких стало зрозуміло, що підписано протокол, в якому Л. Кравчук погодився в рахунок боргів за газ віддати Росії весь флот і його інфраструктуру.
|                                  | Запросили президентів, і тоді Б. Єльцин сказав, що готовий купувати Чорноморський флот, а Л. Кравчук — що готовий його продати. Запис про це було зроблено в протоколі зустрічі. |
| — учасник переговорів М. Багров, | |

Що стосується «ядерної» частини переговорів, то вона стосувалася подальших кроків України, спрямованих на скорочення та ліквідацію її ядерної зброї. Досягнутими домовленостями передбачалися, зокрема, шляхи та основні принципи утилізації ядерної зброї, розташованої на території України, а також порядок здійснення гарантійного та авторського нагляду за експлуатацією стратегічних ракетних комплексів, розташованих на територіях України та Російської Федерації.

### Зміст угод
Протокол про врегулювання проблем Чорноморського флоту невеликий за змістом:
| Доручити державним делегаціям Російської Федерації та України в місячний термін опрацювати всі питання, пов'язані з розробкою Угоди, відповідно до якої весь Чорноморський флот з усією його інфраструктурою в Криму використовується Росією і отримує російську символіку при тім розумінні, що російська сторона буде здійснювати відповідні розрахунки за ту половину Чорноморського флоту, включаючи й інфраструктуру, що у чинність попередніх домовленостей мала б відійти Україні[1]. |
Основні принципи утилізації ядерних боєзарядів стратегічних ядерних сил, що дислоковані в Україні:
- всі типи ядерних боєзарядів МБР, також головних частин ядерних крилатих ракет повітряного базування, дислоковані в Україні, знімаються і переміщуються на територію Російської Федерації з метою розукомплектування та утилізації.
- Російська Федерація компенсує Україні вартість кожного вивезеного ядерного боєзаряду протягом одного року після дати перетину боєзарядом кордону.
- Весь високозбагачений уран, витягнутий згідно з цією домовленістю з ядерних боєзарядів, переробляється в Російській Федерації в низькозбагачений уран.
- Російська Федерація поставляє Україні тепловиділяючі збірки (ТВЗ) для атомних електричних станцій (АЕС).
- Збройовий плутоній, витягнутий зі стратегічних боєзарядів, дислокованих в Україні, буде складуватися в Російській Федерації до прийняття Сторонами рішення щодо його утилізації. Україна отримує вартість збройового плутонію в міру його реалізації за вирахуванням витрат Російської Федерації на його утилізацію[2].

Угода між Урядом Російської Федерації та Урядом України про утилізацію ядерних боєзарядів:
- Російська Федерація забезпечує утилізацію всіх ядерних боєзарядів, дислокованих в Україні.
- Російська Федерація забезпечує переробку високозбагаченого урану, одержуваного в результаті утилізації ядерних боєзарядів, в низькозбагачений уран, який використовується для виготовлення тепловиділяючих збірок для атомних електростанцій України або в інших мирних цілях.
- Україна поставить свою ядерну діяльність під гарантії Міжнародного агентства з атомної енергії (МАГАТЕ)[3].

Угода між Україною та Російською Федерацією про порядок здійснення гарантійного та авторського нагляду за експлуатацією стратегічних ракетних комплексів Стратегічних Сил, розташованих на їхніх територіях:
- роботи по гарантійному та авторському нагляду за експлуатацією стратегічних ракетних комплексів Стратегічних Сил, розташованих на територіях Сторін, проводяться спеціалістами підприємств-розробників та виробників цих комплексів, а також систем та агрегатів, що входять до них, незалежно від того, на території якої Сторони вони розміщені.
- Обсяг робіт і витрат по гарантійному та авторському нагляду за експлуатацією стратегічних РК СС визначаються планом гарантійного та авторського нагляду, що розробляється Комітетом Російської Федерації з оборонних галузей промисловості на підставі вихідних даних РВСП, ВМФ і головних підприємств-розробників, та узгоджуються з Міністерством оборони та Міністерством машинобудування воєнно-промислового комплексу і конверсії України для стратегічних РК СС, розташованих на її території.
- Фінансування робіт здійснює Командування РВСП, яке отримує від Сторін на ці цілі кошти в обсягах, визначених узгодженим планом робіт.
- Командування РВСП та ВМФ укладають договори з головними підприємствами-розробниками та виробниками на проведення робіт по з урахуванням забезпечення фінансування утримання стендової бази та інженерно-технічних працівників на підприємствах промисловості, що забезпечують виконання цих робіт[4].

Опубліковано: Голос України, 10 вересня 1993 р.

## Оцінка угод і реакція на них
Борис Єльцин і Павло Грачов зайняли радикальну позицію, відповідно до якої весь Чорноморський флот передається Росії, а та компенсує Україні вартість приналежної їй половини Чорноморського флоту. При цьому українська сторона нібито погодилася продати і флот, і територію, на якій розміщена флотська інфраструктура.
Леонід Кравчук пом'якшив ці заяви, сказавши, що Україна «може розглянути» питання про продаж своєї частини флоту Росії, а жодних (зобов'язуючих) рішень з поділу флоту й продажу Росії української частини ЧФ не прийнято.
Українські військові сприйняти Масандрівській протокол з відвертим розчаруванням:
|                     | Я добре пам'ятаю, з яким почуттям ми читали ці рядки. Усередині начебто щось обірвалося. Було кривдно й гірко, що всі зусилля військових і всього українського народу, спрямовані на створення ВМС, виявилися марними. |
| — В. Безкоровайний, | |

Особовий склад сторожових кораблів «Гетьман Сагайдачний», СКР-112 у своїх заявах, надісланих Президентові і Голові Верховної Ради України, а також міністрові оборони, засудили ідею з купівлею флоту й подальше перебування кораблів іноземної держави на території України. Військовослужбовці вузла зв'язку штабу ВМС України закликали звернутися до Міжнародного суду з позовом до Росії за ошуканство в розрахунках під час поділу флоту колишнього СРСР. Морські піхотинці ВМС заявили, що економічні прорахунки державних діячів не можна компенсувати продажем української землі та поступками, які суперечать державним інтересам. Схожі звернення ухвалили і в інших частинах ВМС.
Міністр оборони Костянтин Морозов (1991—1993) зайняв найбільш проукраїнську позицію: ніякого продажу не буде, а після поділу флоту всі неукраїнські кораблі повинні бути виведені з територіальних вод України. В подальшому йому довелося піти у відставку через принципові розбіжності з вищим керівництвом держави.
Міністр закордонних справ Анатолій Зленко (1990—1994) більш дипломатично оцінював результати зустрічі:
«Ми змушені були піти на певні поступки в питанні розподілу Чорноморського флоту… Відповідно до підписаних документів ми виявили готовність продати свою частину Чорноморського флоту. Крім того, Україна брала на себе зобов'язання вивезти до Росії всі ядерні боєголовки…
Масандрівські домовленості були зустрінуті певними колами в Україні як „зрада“ і „втрата престижу“. На Заході деякі спостерігачі взагалі охарактеризували їх як крок до відновлення союзу України та Росії…
Як людина, безпосередньо причетна до українсько-російських переговорів, я ніколи не був таким категоричним в оцінці Масандрівських рішень. Дійсно, у певній площині Москва „дотиснула“ нас, користуючись складним економічним становищем і тотальною залежністю від готовності Росії дедалі поставляти нові енергоносії у борг…
Масандра, хоча й була для нас болючим кроком, все ж на якийсь час дозволила, принаймні, частково, вирішити енергетичну проблему, відшкодувати частину боргів, отримати ядерне паливо для АЕС… Це був приклад реальної політики в умовах реальної та неймовірно глибокої кризи. Не слід забувати і про те, що Чорноморський флот у тому вигляді був Україні просто не потрібен, він тільки вимагав дедалі нових витрат, які державний бюджет в умовах пережитої Україною в той час економічної кризи був просто нездатний осилити… Як тимчасовий компроміс вони [Масандрівські угоди] були необхідні…
Рішення, прийняті в Масандрі, були дуже непростими для України».
Загалом, Масандрівський протокол був настільки поверховим, що кожна зі сторін трактувала його по-своєму. Внаслідок цього відносини між українським та російським штабами флоту остаточно зіпсувалися.

## Політичні наслідки
Як повідомляє А. В. Малигін, для України результати Масандри виглядали як «капітуляція», проте Росія зі свого боку не отримувала реальних переваг. Де-факто Чорноморський флот і без того залишався російським, будучи скоріше тягарем, а ніж цінністю, тим більше, що вирішення проблеми його базування анітрохи не зрушилось із мертвої точки.
Згідно з проведеним серед військовослужбовців ЧФ опитуванням, 65 % не вважали, що нові угоди поставлять крапку в питанні про флот. Так і сталося: 15 квітня 1994 року всі попередні міждержавні домовленості щодо флоту (Дагомис, Ялта, Москва, а також Масандра) були замінені угодою, згідно з якою Військово-Морські Сили України і Чорноморський флот Російської Федерації вирішено базувати роздільно; Україні відходило 15—20 % кораблів і суден Чорноморського флоту.
Б. Єльцин зумів використати «масандрівську перемогу» в питанні ЧФ для збудження патріотизму й консолідації росіян у його внутрішньополітичній боротьбі з Верховною Радою РФ (див. Політична криза 1993 у Росії). Розстрілявши з танків Білий дім і подавивши опозицію, Єльцин зумів завоювати симпатії росіян і переміг на виборах 1996 року.
Л. Кравчук, навпаки, втратив популярність і підтримку патріотів, військових, кримчан. Він програв спровоковані цією політичною поразкою позачергові президентські вибори 1994 року, коли переміг Л. Кучма.
Ще один наслідок тих подій стосується активізації «Соціял-Національної партії України», яка на хвилі народного обурення Масандрівськими угодами взяла участь у Надзвичайному Комітеті Порятунку Нації і Держави та київських вуличних акціях протесту, а згодом перереєструвалася на Всеукраїнське об'єднання «Свобода».